# Чемпіонат провідних шахових рушіїв
Чемпіонат провідних шахових рушіїв, раніше відомий як Чемпіонат шахових рушіїв Торесена (TCECабо nTCEC) - турнір з комп'ютерних шахів, який проводиться з 2010 року. До кінця 6-го сезону його організовував і проводив Мартін Торесен, а починаючи з 7-го сезону цим займається сайт chessdom. Його часто розглядають як неофіційний чемпіонат світу з комп'ютерних шахів, оскільки сильний склад учасників, які проводять між собою партії на провідному апаратному забезпеченні, дозволяє отримати шахи найвищого рівня.
Після невеликої перерви 2012 року TCEC перезапущено на початку 2013 року (як nTCEC) і станом на 2019 рік турнір продовжує залишатись активним (перейменований в TCEC на початку 2014 року). Онлайн-трансляції шахових матчів на їхньому сайті тривають 24 години 7 днів на тиждень.
Починаючи з 5-го сезону спонсором TCEC є Chessdom Arena.

## Огляд

### Базова структура змагань
Змагання TCEC поділяються на сезони, кожен сезон триває упродовж кількох місяців, партії проходять у цілодобовому режимі і транслюються в прямому ефірі через інтернет. Кожен сезон поділяється на кілька відбіркових етапів і одного "суперфіналу", в якому два найкращих шахових рушія грають між собою матч зі 100 ігор, щоб визначити володаря титулу "гранд-чемпіон TCEC". У суперфіналі обидва рушія грають по 50 дебютів, кожен за обидва кольори. Починаючи з сезону 11 у 2018 році введено систему дивізіонів; 2 найкращих рушія в кожному дивізіоні просуваються у вищий дивізіон, тоді як 2 найгірших - опускаються в нижчий. Станом на 2019 рік існує 5 дивізіонів (дивізіони 1-4 і прем'єр-дивізіон); новачки починають змагання з найслабшого 4-го дивізіону.

### Параметри/характеристики рушія
Розмірковування під час ходу суперника залишається вимкнутим. Всі рушії працюють переважно на одному й тому самому апаратному забезпеченні й використовують одну й ту саму дебютну книгу, яку організатори встановлюють і змінюють перед кожним етапом. Сторінкова пам'ять відключена, але доступ до різних баз даних ендшпілю дозволений. Рушії дозволяється оновлювати між етапами; якщо існує критичний для якості гри баг, то його можна один раз виправляти під час етапу. Якщо рушій під час одного етапу тричі виходить з ладу, то його дискваліфікують, щоб уникнути спотворення результатів серед інших рушіїв. TCEC створює власний рейтинг Ело на основі результатів турнірних партій. Початковий рейтинг дається кожному новому учасникові на основі його рейтингу в інших списках шахових рушіїв.

### Критерії для участі в змаганнях
Немає жодного певного критерію для вступу в змагання, крім як запрошення найкращих учасників з різних рейтингових списків. Спочатку Торесен особисто перед початком сезону складав список учасників. Його метою, за власними словами, було залучити до змагань "кожен провідний рушій, який не є прямим клоном". Однак, розробники Shredder відмовилися виставляти його на змагання. Зазвичай віддають перевагу шаховим рушіям, які підтримують багатопроцесорний режим (8-ядер або вище). Підтримуються протоколи як Winboard, так і UCI.

## Структура сезонів
| Номер сезону | Структура |
| ------------ | --- |
| До TCEC      | Відбулося 3 матчі після яких 2 турніри, а потім по черзі матч і турнір, поки не було 6 турнірів і 5 матчів |
| 1            | 3 дивізіони (від 1-го до 3-го) з подальшим елітним матчем |
| 2            | Так само, як і 1-й сезон, але з 6 дивізіонів (від A до F) |
| 3            | 2 етапи (1 з наступним 2а). Сезон не завершився. |
| 4            | Так само, як і 2-й сезон але з 4-ма додатковими турнірами (стадії 2б, 3 і 4 з подальшим суперфіналом, у тому порядку) |
| 5            | 4 етапи (з 1-го по 4-й), а потім суперфінал |
| 6            | Так само, як і 5-й сезон, але етап 1 став етапами від 1a до c і турнір із шахів 960 після суперфіналу |
| 7            | Так само, як і 6-й сезон, але без етапу 1c і турніру після суперфіналу |
| 8            | Так само, як і 7-й сезон, але без 4-го етапу |
| 9            | Так само, як і 8-й сезон, але між турнірами етапів і суперфіналом був турнір зі швидких шахів |
| 10           | 2 етапи (1-й і 2-й), а потім суперфінал і після нього 2 інших турніри (рапід і бліц) |
| 11 - 14      | 5 дивізіонів (під номерами відповідно 4, 3, 2, 1 і прем'єр) по 8 рушіїв у кожному. Найкращі 2 з кожного дивізіону просуваються у вищий, найгірші 2 - у нижчий; найкращі 2 дивізіону-прем'єр грають між собою в суперфіналі. Крім того, в сезонах 13 і 14 також відбувся кубок, який мав вигляд турніру на вибуття з п'яти кіл. |

## Результати турнірів (TCEC)

### Основні сезони
| Сезон     | Дата                       | Переможець                 | Фіналіст             | Результат суперфіналу |
| --------- | -------------------------- | -------------------------- | -------------------- | --------------------- |
| Сезон 1   | Грудень 2010 – лютий 2011  | Houdini 1.5 а              | Rybka 4.0            | + 12 = 23 - 5         |
| Сезон 2   | Лютий – квітень 2011       | Houdini 1.5 а              | Рибка 4.1            | + 9 = 26 -5           |
| Сезон 3   | Квітень – травень 2011     | чемпіонат перервано        | чемпіонат перервано  | чемпіонат перервано   |
| Сезон 41  | Січень – травень 2013      | Houdini 3                  | В'ялена 250413       | + 6 = 38 - 4          |
| Сезон 52  | Серпень – грудень 2013     | Komodo 1142                | Stockfish 191113     | + 10 = 30 - 8         |
| Сезон 6   | Лютий – травень 2014       | Stockfish 170514           | Komodo 7х            | + 13 = 45 - 6         |
| Сезон 73  | Вересень – грудень 2014    | Komodo 1333                | Stockfish 141214     | + 7 = 53 - 4          |
| Сезон 8   | Серпень – листопад 2015    | Komodo 9.3 х               | Stockfish 021115     | + 9 = 89 - 2          |
| Сезон 9   | Травень – грудень 2016     | Stockfish 8                | Houdini 5            | + 17 = 75 - 8         |
| Сезон 10  | Жовтень – грудень 2017     | Houdini 6.03               | Komodo 1970.00       | + 15 = 76 - 9         |
| Сезон 114 | Січень – квітень 2018      | Stockfish 260318           | Houdini 6.03         | + 20 = 78 - 2         |
| Сезон 124 | Квітень – липень 2018      | Stockfish 180614           | Komodo 12.1.1        | + 29 = 62 - 9         |
| Сезон 134 | Серпень – листопад 2018    | Stockfish 18102108         | Komodo 2155.00       | + 16 = 78 - 6         |
| Сезон 144 | Листопад 2018 – Лютий 2019 | Stockfish 190203           | LCZero v0.20.2-32930 | + 10 = 81 - 9         |
| Сезон 154 | Березень – травень 2019    | LCZero v0.21.1-nT40.T8.610 | Stockfish 19050918   | + 14 = 79 - 7         |

### Інші турніри TCEC
| Сезон                  | Дата                  | Переможець         | Фіналіст         |
| ---------------------- | --------------------- | ------------------ | ---------------- |
| TCEC сезон 6 шахи 9605 | Червень – липень 2014 | Stockfish 260614   | Houdini 4        |
| TCEC сезон 9 рапід6    | Вересень 2016         | Houdini 200716     | Komodo 1692.19   |
| Сезон TCEC 10 рапід    | Грудень 2017          | Stockfish 051117   | Houdini 6.03     |
| Сезон TCEC 10 бліц     | Грудень 2017          | Komodo 1959.00     | Stockfish 051117 |
| Кубок TCEC 1           | Жовтень 2018          | Stockfish 270918   | Houdini 6.03     |
| Кубок TCEC 2           | Січень 2019           | LCZero v20.1-32742 | Houdini 6.03     |

1 спочатку називався "nTCEC сезон 1".
2 спочатку називався "nTCEC сезон 2".
3 сезон 7 не використовував ендшпільні таблиці баз на всіх етапах, а на другому етапі не використовував дебютну книгу.
4 формат ліги.
5 спеціальний квад-круговий турнір у шахи 960, що складався з 8-ми провідних рушіїв, які підтримують цей варіант гри.
6 подвійний круговий турнір.
7 турнір плей-оф зі швидких матчів з восьми партій і тай-брейком у разі необхідності